# Nicolae, Principe al României

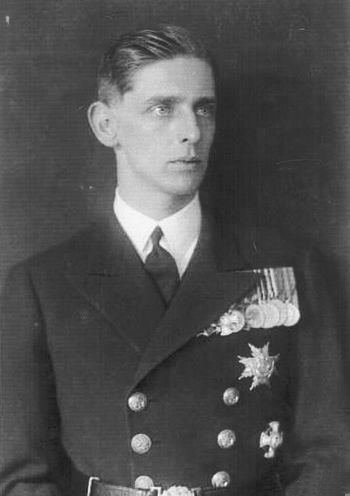
Principele Nicolae în Marina Britanică

Principele Nicolae al României (alternativ Nicolae Brana; n. 5/18 august 1903, Sinaia, Prahova, România – d. 9 iulie 1978, Madrid, Noua Castilie⁠(d), Spania) a fost cel de-al doilea fiu al Regelui Ferdinand I și al Reginei Maria, fratele mai mic al Regelui Carol al II-lea și unchi al Regelui Mihai I al României.
Principele Nicolae a jucat un rol politic activ între anii 1927 – 1930, când a făcut parte din Consiliul de Regență care conducea țara în numele Regelui minor Mihai I. Nicolae a întâmpinat cu satisfacție întoarcerea fratelui său în țară și preluarea tronului României (așa-zisa Restaurație a lui Carol al II-lea), ceea ce i-a permis să se dedice pasiunilor sale. În decursul anilor 1930 s-a căsătorit cu Ioana Doletti, o femeie de statut social necorespunzător, ceea ce a creat un conflict cu Carol al II-lea, care a condus în cele din urmă la exilarea sa din România.
A murit la vârsta de 74 de ani, la 8 iulie 1978, la Madrid, după patru decenii de exil și a  fost înmormântat la Lausanne, în suburbia Prilly, alături de prima soție. În 2024, rămășițele Principelui Regent Nicolae și ale soției sale Ioana au fost reînhumate în necropola regală de la Noua Catedrală Arhiepiscopală din Curtea de Argeș.

## Copilăria

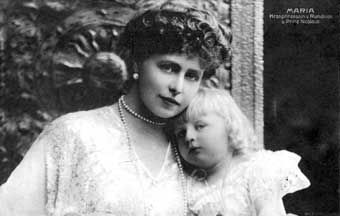
Regina Maria împreunǎ cu Nicolae în anul 1906

Principele Nicolae, Nicky cum îl alinta familia, s-a născut la Sinaia, în Castelul Pelișor, pe data de 3 august 1903, fiind al patrulea copil al cuplului princiar Ferdinand și Maria. La nașterea sa, fratele mai mare, Carol, avea 10 ani, iar surorile sale - Elisabeta și Mărioara - 9,  respectiv 3 ani. A mai avut o soră - Ileana, născută în 1909, și un frate - Mircea, născut în 1913 și mort prematur, în 1916. Prințul Nicolae a fost botezat de țarul Nicolae al II-lea al Rusiei.
În "Povestea vieții mele", Regina Maria l-a prezentat în cele mai frumoase culori pe Nicolae. Era „un băiețel frumos, cu nasul cam lung... ochii erau de un albastru intens, cu o privire impunătoare, uneori aproape fioroasă, cât se poate de nostim și de neascultător, parcă ar fi avut argint viu în vine, era totdeauna și mereu în mișcare.” Un copil „independent, capricios, ciudat, chiar imprevizibil”, dar „seducător, direct, cu o fire deschisă”. Regina mai nota: „Unchiul însuși (Carol I) nu rezista acestei mici ființe impulsive, ale cărei ștrengării și veselii spontane îl amuzau și îl destindeau. El nu mai putea să se separe de Nicky și un surâs deosebit era rezervat mereu acestui drăcușor, care cucerise inimă austeră a regelui.”  Nicolae își petrece copilăria la Sinaia în Castelul Pelișor – reședința familiei princiare. Partenerii de joacă ai micuțului erau în special frații săi mai mari, preferata lui fiind sora sa Mărioara. Cei doi erau nedespărțiți și timp îndelungat prințesa a fost pentru Nicky tovarășul de joacă ideal.
Încă dinaintea Primului Război Mondial, Nicky a fost trimis la vestitul Colegiu britanic Eton, în pofida pasiunii sale declarate pentru medicină, la care s-a opus bătrânul rege Carol I. Pe atunci, un fiu sau un nepot regal nu putea fi decât militar. În timpul colegiului, prințul și-a uitat slăbiciunea pentru medicină și, aidoma viitorului său nepot, Mihai I, a devenit un pasionat al aviației și al sportului în general. De-a lungul anilor, lăsând să vorbească latura germană a sângelui său, și-a dovedit și abilitățile tehnice, asamblând singur câteva automobile artizanale, cu care a participat la mai multe raliuri și concursuri internaționale.

## Primul Război Mondial

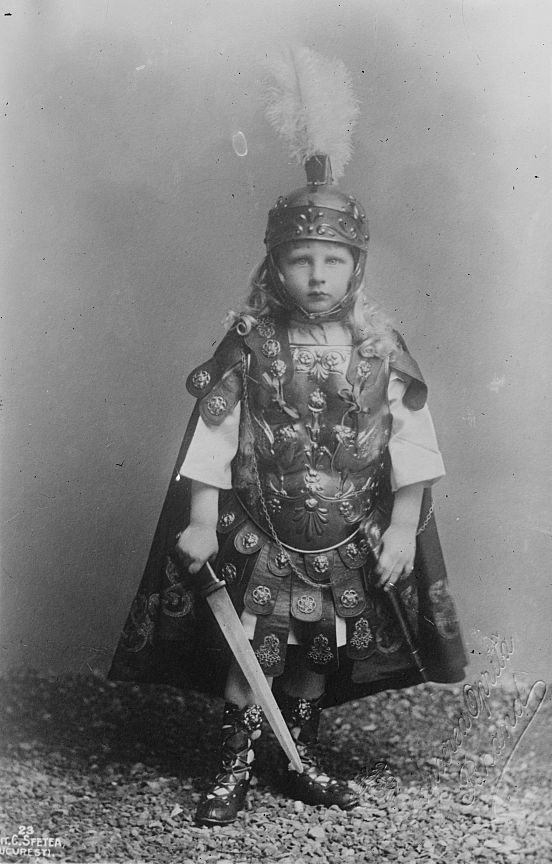
Prințul Nicolae al României (copil)

Sfârșitul anului 1914, aduce o schimbare în viața tânărului prinț. Moartea regelui Carol I și urcarea pe tron a tatălui său, Ferdinand I, face ca întreaga familie să-și mute reședința în București, la Palatul Cotroceni. Nicolae își întrerupe studiile și se întoarce în țară, deoarece în Europa izbucnise războiul.
Adolescența liniștită a prințului se sfârșește în vara anul 1916 când România intră în Primul Război Mondial. În însemnările sale târzii, rămase inedite vreme de câteva decenii, Nicolae își amintește cum Regele Ferdinand l-a chemat la el în cabinet înaintea Consiliului de Coroană din 14 august 1916 și i-a spus: „Dinastiile sunt ținute să respecte, în schimbul privilegiilor, un contract nescris, dar solemn și strict, încheiat de la sine cu popoarele peste care domnesc. Neglijența sau, și mai rău, refuzul Principilor sau al Regilor de a sluji corect un popor înseamnă un abuz de încredere și o călcare de contract. Înseamnă o înșelăciune ce trebuie aspru sancționată de partea lezatǎ în acest legământ de Drept Natural. Noi trebuie să ne ignorăm ereditatea, să uităm aliații de sânge în acest ceas de cumpănă al istoriei, pentru a ne îndeplini până la capăt obligațiile cuprinse în contractul încheiat pe cuvânt de onoare cu poporul român.”. A doua zi, țara intră în război împotriva Puterilor Centrale pentru a înfăptui România Mare. La sfârșitul aceluiași an, familia regală, împreună cu guvernul, este forțată să se retragă la Iași, Bucureștiul căzând sub ocupația nemților.
Sfârșitul războiului aduce victoria românilor alături de Antanta precum și înfăptuirea României Mari, dar în familia regală se declanșează un nou scandal. Principele Carol renunță în septembrie 1918 la prerogativele de moștenitor al tronului, ca urmare a căsătoriei sale cu Zizi Lambrino. În această perioadă unele personalități politice cer proclamarea prințului Nicolae ca  succesor. Principele fiind al doilea bărbat din familia regală era exclus, conform Constituției românești din acea perioadă, de la succesiunea la tron. Ținând seama de toate aceste prevederi legale, Nicolae a primit o educație deosebită, dar nu una destinată viitorului rege. Alexandru Marghiloman, președintele Consiliului de Miniștri, i-a declarat regelui Ferdinand: „Prințul Carol trebuie decăzut din prerogativele sale; prințul Nicolae, proclamat în locul său și pentru el făcută educație severă și serioasă”. Propunerea nu a fost acceptată, nici de suveran, nici de ceilalți lideri politici. Ea și-a pierdut rostul deoarece, în noiembrie 1918, Carol a acceptat desfacerea căsătoriei sale cu Zizi Lambrino, anulată ulterior în ianuarie 1919.

## Anii 1919 – 1925
Imediat după terminarea războiului, Nicolae își continuă studiile întorcându-se în Marea Britanie, la Eton. Următorii ani și-i petrece în afara țării, revenind în România doar pe perioada vacanțelor. După terminarea studiilor prințul face un stagiu militar în flota britanică. Revenit definitiv în țară, Nicolae își dedică timpului liber preocupărilor sale preferate: sportul și viața mondenă. Iarna, pe dealurile din apropierea Castelului Pelișor, aveau loc adevărate concursuri de schi ce îl aveau în prim plan pe Nicolae. Mai târziu prințul avea să publice și o carte despre acest curajos sport. În luna februarie a anului 1921 sora sa cea mare, Elisabeta, se căsătorește cu prințul moștenitor al Greciei. Tot în 1921 are loc și căsătoria lui Carol cu principesa Elena, fiica regelui Greciei, iar în 1922 tovarășa sa de distracții Mignon se mărită cu regele Alexandru I al Iugoslaviei. Rămas acasă numai cu sora sa mai mică, Ileana, prințul descoperă în ea un bun camarad cei doi petrecând din ce în ce mai mult timp împreună. În anul 1920, Regina Maria primește în dar, din partea orașului Brașov, Castelul Bran. Nicolae și Ileana îndrăgesc din prima clipă locul, prințul având propria sa cameră în Bran. După ce regina termină de amenajat locuința, cei trei își vor petrece aici câteva săptămâni din vară în fiecare an.  
Tot în această perioadă apar și unele mici zvonuri în legătură cu viața deloc disciplinată pe care o ducea prințul. Regina Maria este hotărâtă de această dată să taie răul de la rădăcină, nevrând să se mai ajungă și acum în situația creată de Carol. Ea îi atrage atenția fiului său să fie mai cumpătat cu distracțiile. 
Ca membru al familiei regale, a participat la diferite festivități, a prezidat unele societăți și asociații sportive sau de caritate. Nu-l interesau problemele politice și nici nu dorea să se implice în activități care impuneau exprimarea unei opțiuni politice.

## Anii 1926 – 1927
În urma renunțării fratelui său mai mare, Carol al II-lea, la prerogativele sale de moștenitor al tronului din 12 decembrie 1925, respectiv 28 decembrie 1925, regele Ferdinand I ia hotărârea de a accepta renunțarea și convocarea unui Consiliu de Coroană pentru a-și asigura sprijinul oamenilor politici. Întrunit la 31 decembrie 1925, Consiliul de Coroană, a luat decizia de a susține inițiativa Casei Regale, în ciuda părerilor personale. Hotărârile consiliului au fost publicate la 1 ianuarie 1926 în „Monitorul oficial”, iar Reprezentanța Națională a fost convocată pentru 4 ianuarie 1926, pentru ca hotărârile regelui să fie confirmate de Corpurile Legiuitoare.
„În ziua de 3 ianuarie 1926, s-a ținut un consiliu intim la Sinaia, prezidat de rege, la care au participat: regina Maria, Ion I. C. Brătianu, George Mărzescu, Alexandru Constantinescu-Porcu, Miron Cristea și principesa Elena; cu acest prilej au fost aprobate proiectele de lege elaborate, iar suveranul a stabilit componența Regenței: principele Nicolae, patriarhul Miron Cristea și președintele Înaltei Curți de Casație și Justiție, Gh. Buzdugan.” La 4 ianuarie 1926, Corpurile Legiuitoare au adoptat în unanimitate, cele trei legi – „acceptarea renunțării lui Carol al II -lea, proclamarea prințului Mihai ca moștenitor, pentru modificarea Statutului Casei Regale și pentru primirea Regenței, constituind ceea ce s-a numit <actul de la 4 ianuarie 1926>”.
În contextul noilor realități politice, ca urmare a redeschiderii crizei dinastice, Principele Nicolae revine în țară definitiv în toamna anului 1926. Prin legea adoptată, numirea  principelui Mihai ca moștenitor al tronului, în vărstă de 5 ani, s-a constituit Consiliul de Regență, format din trei persoane, Principele Nicolae fiind numit prim-regent, fiind cel care citea mesajul de deschidere a Parlamentului. „În mod cert, a intrat în viața politică împins de împrejurări și nu ca urmare a voinței sale.”
Principele începe activitatea în funcția de regent, odată cu moartea tatălui său, Ferdinand I, la data de 20 iulie 1927 și odată cu depunerea jurământului. Instituția Regenței a dat naștere, încă din 1926, conturării unor grupări care doreau revenirea principelui Carol în țară, și considerau noua instituție o creație a lui Ion I. C. Brătianu și a partidului pe care îl conducea.
Încă de la început, „principele i-a sugerat lui Ion I. C. Brătianu, să constituie un guvern de <uniune națională> pentru a se diminua tensiunea politică din țară, generată mai ales de atitudinea opoziției în funte cu P.N.Ț.” Deși avea doar 24 de ani, în cei trei ani ca regent, a fost permanent preocupat de realizarea unui program pentru înzestrarea armatei, Marina și Aviația în special.
În cea ce privește prerogativele regenților, aceștia „nu aveau nici o putere politică, activitatea lor limitându-se la promulgarea legilor adoptate de Parlament la propunerea guvernului, participarea la diverse ceremonii oficiale și discuții cu miniștrii, care-i informau despre domeniul lor de acțiune.” Având o funcție oficială, tânărul principe, se afla mereu în atenția presei. Simținu-se copleșit de funcția în care se afla, revenirea lui Carol i s-a părul cea mai convenabilă soluție. Începe să se alăture mișcării carliste, fiind unul dintre cei mai eficienți. În 17 ianuarie 1929 îi scria lui Carol o scrisoare în care menționează slaba funcționare a Regenței.
Un alt eveniment care avea să zdruncine funcționarea Regenței este criza economică din 1929, fiind o perioadă în care mișcarea carlistă câștigă avânt. Carol era văzut în acest context, un „Salvator”, omul capabil să scoată țara din situația dezastroasă în care ajunsese. Principele Nicolae a întreprins un turneu în anul 1930 prin unitățile militare pentru a-i convinge că armata are nevoie de un comandant, și că acela poate fi doar Carol. A contribuit astfel, activ, la actul „Restaurației” din 8 iunie 1930.
În perioada 27 iulie 1927- 7 iunie 1930, a ocupat o funcție politică la care nu a aspirat niciodată.

## Anii 1930 – 1937
Nicolae s-a căsătorit cu Ioana Doletti (fosta noră a politicianului liberal N.N. Săveanu) în secret pe 28 octombrie 1931, în comuna Tohani din jud. Prahova, încălcând statutul Casei Regale, care permitea mariajele doar cu membri ai caselor regale europene.
La cererea lui Carol, mariajul a fost declarat nul de Tribunalul Ilfov în decembrie același an.
Principele Nicolae nu a recunoscut însă decizia.
În consecință, Carol al II-lea l-a scos pe Nicolae din Casa Regală.
Nicolae și-a continuat viața pînă la capăt, sub numele de Nicolae Brana.
După moartea soției sale Ioana Dumitrescu Doletti, în 1963, s-a căsătorit a doua oară, în 1967, cu Thereza Lisboa y Figueira de Mello, originară din Venezuela.

## Memorii
- Prințul Nicolae de Hohenzollern, În umbra coroanei României, Coord. Gheorghe Buzatu, Editura Moldova, Iași, 1991.

## Arbore genealogic
|  |                                                   |  |  |  |  |  |  |  |  |  |  |  |  |  |  |  |
|  | 16. Karl, Prinț de Hohenzollern-Sigmaringen       |  |  |  |  |  |  |  |  |  |  |  |  |  |  |  |
|  |                                                   |  |  |  |  |  |  |  |  |  |  |  |  |  |  |  |
|  |                                                   |  |  |  |  |  |  |  |  |  |  |  |  |  |  |  |
|  | 8. Prințul Karl Anton de Hohenzollern-Sigmaringen |  |  |  |  |  |  |  |  |  |  |  |  |  |  |  |
|  |                                                   |  |  |  |  |  |  |  |  |  |  |  |  |  |  |  |
|  |                                                   |  |  |  |  |  |  |  |  |  |  |  |  |  |  |  |
|  | 17. Marie Antoinette Murat                        |  |  |  |  |  |  |  |  |  |  |  |  |  |  |  |
|  |                                                   |  |  |  |  |  |  |  |  |  |  |  |  |  |  |  |
|  |                                                   |  |  |  |  |  |  |  |  |  |  |  |  |  |  |  |
|  | 4. Leopold, Prinț de Hohenzollern                 |  |  |  |  |  |  |  |  |  |  |  |  |  |  |  |
|  |                                                   |  |  |  |  |  |  |  |  |  |  |  |  |  |  |  |
|  |                                                   |  |  |  |  |  |  |  |  |  |  |  |  |  |  |  |
|  | 18. Karl, Mare Duce de Baden                      |  |  |  |  |  |  |  |  |  |  |  |  |  |  |  |
|  |                                                   |  |  |  |  |  |  |  |  |  |  |  |  |  |  |  |
|  |                                                   |  |  |  |  |  |  |  |  |  |  |  |  |  |  |  |
|  | 9. Prințesa Josephine de Baden                    |  |  |  |  |  |  |  |  |  |  |  |  |  |  |  |
|  |                                                   |  |  |  |  |  |  |  |  |  |  |  |  |  |  |  |
|  |                                                   |  |  |  |  |  |  |  |  |  |  |  |  |  |  |  |
|  | 19. Stéphanie de Beauharnais                      |  |  |  |  |  |  |  |  |  |  |  |  |  |  |  |
|  |                                                   |  |  |  |  |  |  |  |  |  |  |  |  |  |  |  |
|  |                                                   |  |  |  |  |  |  |  |  |  |  |  |  |  |  |  |
|  | 2. Ferdinand I al României                        |  |  |  |  |  |  |  |  |  |  |  |  |  |  |  |
|  |                                                   |  |  |  |  |  |  |  |  |  |  |  |  |  |  |  |
|  |                                                   |  |  |  |  |  |  |  |  |  |  |  |  |  |  |  |
|  | 20. Prințul Ferdinand de Saxa-Coburg și Gotha     |  |  |  |  |  |  |  |  |  |  |  |  |  |  |  |
|  |                                                   |  |  |  |  |  |  |  |  |  |  |  |  |  |  |  |
|  |                                                   |  |  |  |  |  |  |  |  |  |  |  |  |  |  |  |
|  | 10. Ferdinand al II-lea al Portugaliei            |  |  |  |  |  |  |  |  |  |  |  |  |  |  |  |
|  |                                                   |  |  |  |  |  |  |  |  |  |  |  |  |  |  |  |
|  |                                                   |  |  |  |  |  |  |  |  |  |  |  |  |  |  |  |
|  | 21. Maria Antonia, Prințesă de Koháry             |  |  |  |  |  |  |  |  |  |  |  |  |  |  |  |
|  |                                                   |  |  |  |  |  |  |  |  |  |  |  |  |  |  |  |
|  |                                                   |  |  |  |  |  |  |  |  |  |  |  |  |  |  |  |
|  | 5. Infanta Antónia a Portugaliei                  |  |  |  |  |  |  |  |  |  |  |  |  |  |  |  |
|  |                                                   |  |  |  |  |  |  |  |  |  |  |  |  |  |  |  |
|  |                                                   |  |  |  |  |  |  |  |  |  |  |  |  |  |  |  |
|  | 22. Pedro I al Braziliei                          |  |  |  |  |  |  |  |  |  |  |  |  |  |  |  |
|  |                                                   |  |  |  |  |  |  |  |  |  |  |  |  |  |  |  |
|  |                                                   |  |  |  |  |  |  |  |  |  |  |  |  |  |  |  |
|  | 11. Maria a II-a a Portugaliei                    |  |  |  |  |  |  |  |  |  |  |  |  |  |  |  |
|  |                                                   |  |  |  |  |  |  |  |  |  |  |  |  |  |  |  |
|  |                                                   |  |  |  |  |  |  |  |  |  |  |  |  |  |  |  |
|  | 23. Maria Leopoldina a Austriei                   |  |  |  |  |  |  |  |  |  |  |  |  |  |  |  |
|  |                                                   |  |  |  |  |  |  |  |  |  |  |  |  |  |  |  |
|  |                                                   |  |  |  |  |  |  |  |  |  |  |  |  |  |  |  |
|  | 1. Nicolae, Principe al României                  |  |  |  |  |  |  |  |  |  |  |  |  |  |  |  |
|  |                                                   |  |  |  |  |  |  |  |  |  |  |  |  |  |  |  |
|  |                                                   |  |  |  |  |  |  |  |  |  |  |  |  |  |  |  |
|  | 24. Ernest I, Duce de Saxa-Coburg și Gotha        |  |  |  |  |  |  |  |  |  |  |  |  |  |  |  |
|  |                                                   |  |  |  |  |  |  |  |  |  |  |  |  |  |  |  |
|  |                                                   |  |  |  |  |  |  |  |  |  |  |  |  |  |  |  |
|  | 12. Albert, Prinț Consort                         |  |  |  |  |  |  |  |  |  |  |  |  |  |  |  |
|  |                                                   |  |  |  |  |  |  |  |  |  |  |  |  |  |  |  |
|  |                                                   |  |  |  |  |  |  |  |  |  |  |  |  |  |  |  |
|  | 25. Prințesa Louise de Saxa-Gotha-Altenburg       |  |  |  |  |  |  |  |  |  |  |  |  |  |  |  |
|  |                                                   |  |  |  |  |  |  |  |  |  |  |  |  |  |  |  |
|  |                                                   |  |  |  |  |  |  |  |  |  |  |  |  |  |  |  |
|  | 6. Alfred, Duce de Saxa-Coburg și Gotha           |  |  |  |  |  |  |  |  |  |  |  |  |  |  |  |
|  |                                                   |  |  |  |  |  |  |  |  |  |  |  |  |  |  |  |
|  |                                                   |  |  |  |  |  |  |  |  |  |  |  |  |  |  |  |
|  | 26. Prințul Edward, Duce de Kent și Strathearn    |  |  |  |  |  |  |  |  |  |  |  |  |  |  |  |
|  |                                                   |  |  |  |  |  |  |  |  |  |  |  |  |  |  |  |
|  |                                                   |  |  |  |  |  |  |  |  |  |  |  |  |  |  |  |
|  | 13. Victoria a Regatului Unit                     |  |  |  |  |  |  |  |  |  |  |  |  |  |  |  |
|  |                                                   |  |  |  |  |  |  |  |  |  |  |  |  |  |  |  |
|  |                                                   |  |  |  |  |  |  |  |  |  |  |  |  |  |  |  |
|  | 27. Prințesa Victoria de Saxa-Coburg-Saalfeld     |  |  |  |  |  |  |  |  |  |  |  |  |  |  |  |
|  |                                                   |  |  |  |  |  |  |  |  |  |  |  |  |  |  |  |
|  |                                                   |  |  |  |  |  |  |  |  |  |  |  |  |  |  |  |
|  | 3. Regina Maria a României                        |  |  |  |  |  |  |  |  |  |  |  |  |  |  |  |
|  |                                                   |  |  |  |  |  |  |  |  |  |  |  |  |  |  |  |
|  |                                                   |  |  |  |  |  |  |  |  |  |  |  |  |  |  |  |
|  | 28. Nicolae I al Rusiei                           |  |  |  |  |  |  |  |  |  |  |  |  |  |  |  |
|  |                                                   |  |  |  |  |  |  |  |  |  |  |  |  |  |  |  |
|  |                                                   |  |  |  |  |  |  |  |  |  |  |  |  |  |  |  |
|  | 14. Alexandru al II-lea al Rusiei                 |  |  |  |  |  |  |  |  |  |  |  |  |  |  |  |
|  |                                                   |  |  |  |  |  |  |  |  |  |  |  |  |  |  |  |
|  |                                                   |  |  |  |  |  |  |  |  |  |  |  |  |  |  |  |
|  | 29. Charlotte a Prusiei                           |  |  |  |  |  |  |  |  |  |  |  |  |  |  |  |
|  |                                                   |  |  |  |  |  |  |  |  |  |  |  |  |  |  |  |
|  |                                                   |  |  |  |  |  |  |  |  |  |  |  |  |  |  |  |
|  | 7. Marea Ducesă Maria Alexandrovna a Rusiei       |  |  |  |  |  |  |  |  |  |  |  |  |  |  |  |
|  |                                                   |  |  |  |  |  |  |  |  |  |  |  |  |  |  |  |
|  |                                                   |  |  |  |  |  |  |  |  |  |  |  |  |  |  |  |
|  | 30. Louis al II-lea, Mare Duce de Hesse           |  |  |  |  |  |  |  |  |  |  |  |  |  |  |  |
|  |                                                   |  |  |  |  |  |  |  |  |  |  |  |  |  |  |  |
|  |                                                   |  |  |  |  |  |  |  |  |  |  |  |  |  |  |  |
|  | 15. Maria de Hesse                                |  |  |  |  |  |  |  |  |  |  |  |  |  |  |  |
|  |                                                   |  |  |  |  |  |  |  |  |  |  |  |  |  |  |  |
|  |                                                   |  |  |  |  |  |  |  |  |  |  |  |  |  |  |  |
|  | 31. Prințesa Wilhelmine de Baden                  |  |  |  |  |  |  |  |  |  |  |  |  |  |  |  |
|  |                                                   |  |  |  |  |  |  |  |  |  |  |  |  |  |  |  |
|  |                                                   |  |  |  |  |  |  |  |  |  |  |  |  |  |  |  |